# Большой детский хор Всесоюзного радио и Центрального телевидения
Большо́й де́тский хор Центра́льного телеви́дения и Всесою́зного ра́дио СССР (сокращённо — БДХ СССР, Большой детский хор имени В. С. Попова) — советский и российский хор. Основатель — народный артист СССР Виктор Сергеевич Попов.
С 2008 года БДХ носит имя своего основателя — Большой детский хор имени В. С. Попова. Художественный руководитель Большого детского хора имени Попова — ученик и преемник Виктора Попова заслуженный артист России, доцент Московской консерватории им. П. Чайковского Анатолий Кисляков.

## История
Образован в 1970 году.
Хор был создан прежде всего для озвучания радиопередач, исполнения патриотических, пионерских, спортивных и прочих ребячьих песен. А также музыки, приуроченной к торжественным событиям. Главным инициатором создания хора была детская редакция Гостелерадио СССР.
Костяк хора составил хоровой коллектив «Юность» из 28 девушек. Раньше они занимались у В. С. Попова. Постепенно в солисты набирали мальчиков. Изначально ориентировались на детей с хорошими музыкальными данными, но без специального образования, чтобы показать пример. В итоге набрали порядка 80 человек. Поначалу хор «Юность» играл роль старшей, концертной группы.
В 1971 году в БДХ приходит Сережа Парамонов, начинается расцвет коллектива. Вторая половина 1970-х связана с такими вокалистами, как Дима Голов, Виталий Николаев, Олег Касьянов.
С 1971 года БДХ участвует в фестивале «Песня года», каждый год исполняя по 3-4 песни в финале, который выходил в эфир 1 января. Во многом за счет этого начиная с 1972 года популярность хора резко выросла, соответственно увеличилось и количество желающих попасть в хор.
С 1972 года начались поездки на международные конкурсы — в Италию, Чехословакию, ГДР, Венгрию, другие страны. В 1977 году БДХ стал лауреатом премии Ленинского комсомола. Благодаря этому начались постоянные концерты по стране.
Постоянно шла запись музыки для торжественных событий, например, открытия партсъезда. Хору требовалось всего два-три занятия, чтобы выучить произведение, после чего сразу шла запись. С 1971 по 1979 год было записано 36 кантат, сюит, вокальных циклов и симфония Юрия Силантьева. За этот же период хор записал 830 песен. В 1980-х годах «производительность» хора даже увеличилась — 1029 песен.
Хор также записывал всё, что шло в детские радиопередачи, а их тогда выходило множество. За год хор участвовал в десятках концертов, особенной известностью пользовались авторские вечера Александры Пахмутовой, Евгения Крылатова, Аркадия Островского, Роберта Рождественского, Льва Ошанина, Анатолия Новикова в Колонном зале Дома Союзов.
В 1974 году была создана костюмированно-хореографическая фольклорная группа.
К 1990 году в хоре было более 800 человек в составе подготовительной, младшей, средней и старшей групп.
На протяжении 38 лет организатором и бессменным руководителем был профессор Виктор Сергеевич Попов, выдающийся дирижер и педагог, народный артист СССР, лауреат Государственной премии, основатель и первый ректор Академии хорового искусства.
В разное время коллектив относился к разным организациям — Центральному телевидению и всесоюзному радио СССР, телекомпании ВГТРК, радиовещательной компании «Голос России».
В 2000 году Виктор Попов назначил главным дирижером Большого детского хора своего ученика Анатолия Кислякова, а в 2006 — назначил его художественным руководителем БДХ. После смерти Попова в 2008 году хор стал носить его имя. 

### Фестиваль Песня года
С 1971 по 1984 год участвовал в ежегодных фестивалях «Песня года»
| Год  | Название песни                                                                  | Авторы музыки        | Авторы текста                            | солист/солистка |
| ---- | ------------------------------------------------------------------------------- | -------------------- | ---------------------------------------- | --- |
| 1971 | Взвейтесь кострами                                                              | Сергей Кайдан-Дежкин | Александр Жаров                          | |
| 1971 | Трус не играет в хоккей                                                         | Александра Пахмутова | Сергей Гребенников и Николай Добронравов | |
| 1972 | Погоня (из к/ф «Неуловимые мстители»)                                           | Ян Френкель          | Роберт Рождественский                    | |
| 1972 | Песня крокодила Гены (из м/ф Чебурашка)                                         | Владимир Шаинский    | Александр Тимофеевский                   | Сережа Парамонов |
| 1973 | Мы тоже — советская власть                                                      | Александра Пахмутова | Николай Добронравов                      | |
| 1973 | Лесной олень (из х/ф Ох уж эта Настя!)                                          | Евгений Крылатов     | Юрий Энтин                               | Инна Курилова |
| 1973 | Трус не играет в хоккей                                                         | Александра Пахмутова | Сергей Гребенников и Николай Добронравов | Коля Прошкин |
| 1973 | Спят усталые игрушки                                                            | Аркадий Островский   | Зоя Петрова                              | Роза Агишева, Дима Голов, Майя Ермолаева |
| 1974 | Старый барабанщик                                                               | Сергей Томин         | Евгений Долматовский                     | Сережа Парамонов |
| 1974 | Крестики-нолики                                                                 | Вениамин Баснер      | Михаил Матусовский                       | Таисия Калинченко и Большой детский хор ЦТ и ВР                                                                                                 |
| 1974 | Самый лучший дом                                                                | Николай Песков       | Петр Синявский                           | Дима Викторов, Дима Голов, Олег Касьянов, Майя Ермолаева, Роза Агишева                                                                          |
| 1975 | Улыбка (из м/ф Крошка Енот)                                                     | Владимир Шаинский    | Михаил Пляцковский                       | хормейстеры Татьяна Анофриева и Ирина Кулешова, сол. Дима Голов и дети чилийских патриотов                                                      |
| 1975 | Улица мира                                                                      | Александра Пахмутова | Николай Добронравов                      | Большой детский хор ЦТ и ВР и дети чилийских патриотов                                                                                          |
| 1976 | Голубой вагон (из м/ф Шапокляк)                                                 | Владимир Шаинский    | Эдуард Успенский                         | Дима Голов |
| 1976 | День победы                                                                     | Давид Тухманов       | Владимир Харитонов                       | Лев Лещенко и Большой детский хор ЦТ и ВР и ансамбль песни и пляски Внутренних войск МВД СССР                                                   |
| 1977 | Когда мои друзья со мной (из к/ф «По секрету всему свету»)                      | Владимир Шаинский    | Михаил Танич                             | Дима Голов |
| 1977 | Беловежская пуща                                                                | Александра Пахмутова | Николай Добронравов                      | Виталий Николаев |
| 1977 | Наша биография                                                                  | Алексей Мажуков      | Ольга Писаржевская, Анатолий Монастырев  | Виктор Мамонов и Большой детский хор ЦТ и ВР |
| 1978 | Вместе весело шагать                                                            | Владимир Шаинский    | Михаил Матусовский                       | Дима Голов |
| 1978 | Песня о Ташкенте                                                                | Давид Тухманов       | Рамз Бабаджан, Лев Ошанин                | Мансур Ташматов и Большой детский хор ЦТ и ВР                                                                                                   |
| 1978 | Камушки                                                                         | Александр Морозов    | Михаил Рябинин                           | Людмила Сенчина и Большой детский хор ЦТ и ВР                                                                                                   |
| 1978 | Песня Красной Шапочки (из т/ф «Про Красную Шапочку. Продолжение старой сказки») | Алексей Рыбников     | Юлий Ким                                 | Лена Могучева |
| 1978 | Новый день                                                                      | Александра Пахмутова | Николай Добронравов                      | Большой детский хор ЦТ и ВР и все участники |
| 1979 | Старт даёт Москва                                                               | Александра Пахмутова | Николай Добронравов                      | Людмила Сенчина и Ренат Ибрагимов в сопр. Большого детского хора ЦТ и ВР, Ансамбля советской песни ЦТ и ВР, вокальной группы ансамбля «Надежда» |
| 1979 | Пропала собака                                                                  | Владимир Шаинский    | Алла Ламм                                | Лена Могучева |
| 1979 | Дадим шар земной детям                                                          | Давид Тухманов       | Назым Хикмет, пер. Музы Павловой         | София Ротару и Большой детский хор ЦТ и ВР |
| 1980 | Крылатые качели (из т/ф «Приключения Электроника»)                              | Евгений Крылатов     | Юрий Энтин                               | Таня Мелёхина |
| 1981 | Крылатые качели (Сюита из песен прежних лет, все — из финала Песни-80)          |                      |                                          | |
| 1982 | Детство — это я и ты                                                            | Юрий Чичков          | Михаил Пляцковский                       | |
| 1984 | Сигнальщики-горнисты                                                            | Александра Пахмутова | Николай Добронравов                      | Дима Машнин |

## Наиболее известные солисты
- Сергей Парамонов
- Дмитрий Голов
- Олег Касьянов
- Виталий Николаев
- Елена Могучева
- Татьяна Мелёхина
- Маргарита Суханкина
- Ольга Королькова
- Дмитрий Галихин
- Дмитрий Машнин
- Лолитта Семенина[10]
- Константин Дюкин
- Юрий Коробко
- Сергей Кузюрин
- Николай Прошкин
- Константин Кириллов
- Светлана Кулешова
- Галина Кныш
- Марина Самышкина
- Майя Ермолаева

## Награды и премии
- Премия Ленинского комсомола (1977) — за развитие самодеятельного художественного творчества среди детей и юношества и высокое исполнительское мастерство[источник не указан 2290 дней].